# Sassenay
Sassenay é uma comuna francesa na região administrativa de Borgonha-Franco-Condado, no departamento Saône-et-Loire. Estende-se por uma área de 18,85 km². Em 2010 a comuna tinha 1 627 habitantes (densidade: 86,3 hab./km²).